# Peeter Pruus
Peeter Pruus (* 16. Juli 1989 in Rapla, Estnische SSR, Sowjetunion) ist ein estnischer Radrennfahrer.

## Werdegang
Zur Saison 2012 wurde Pruus Mitglied im damaligen UCI Continental Team Rietumu-Delfin, ohne zunächst zählbare Erfolge aufzuweisen. Während der Slowakei-Rundfahrt 2014 wurde Pruus positiv auf Trimetazidin getestet. Nach eigener Aussage hatte er nicht mitbekommen, dass der zuvor erlaubte Wirkstoff zur Saison 2014 in die Liste der verbotenen Mittel aufgenommen wurde. Aufgrund seines Vergehens wurde er für zehn Monate wegen Dopings gesperrt. Nach seiner Rückkehr gewann er 2015 die letzte Etappe und die Gesamtwertung der Tour of Borneo.
Bereits 2016 versuchte sich Pruus parallel im Mountainbikesport und gewann bei den UEC-Mountainbike-Europameisterschaften die Goldmedaille im Mountainbike-Marathon. Nach der Saison 2017 zog er sich vom Straßenradsport zurück und konzentrierte sich auf den Mountainbikesport. Im Cross-Country wurde er ab 2018 mehrfacher Estnischer Meister und gewann Rennen der UCI-MTB-Marathon-Series.
Auf der Straße fuhr Pruus nur noch für die estnische Nationalmannschaft. 2021 war er Teilnehmer an den Olympischen Sommerspielen in Tokio im Straßenrennen, beendete das Rennen jedoch nicht.

## Erfolge
| 2016 - Europameister – Marathon XCM 2017 - ein Erfolg UCI-MTB-Marathon-Series - Erzgebirgs-Bike-Marathon EBM 100 2018 - Estnischer Meister – Marathon XCM - Gesamtwertung Carpathian MTB Epic 2019 - Europameisterschaften – Marathon XCM - Estnischer Meister – Marathon XCM - ein Erfolg UCI-MTB-Marathon-Series 2020 - Estnischer Meister – Cross-Country XCO - Estnischer Meister – Marathon XCM - ein Erfolg UCI-MTB-Marathon-Series 2023 - Estnischer Meister – Marathon XCM | 2015 - Gesamtwertung, eine Etappe und Bergwertung Tour of Borneo 2017 - Bergwertung Tour of Estonia |